# 胡景耀
胡景耀（1937年—），男，浙江余姚人，中国天体物理学家，原中国科学院北京天文台研究员，研究领域为活动星系核、超新星、主序前恒星和原行星状星云、天文仪器等。

## 生平
1958年毕业于南京大学天文系，后到中国科学院北京天文台工作。曾主持中国1.26米红外望远镜的研制工作。

## 荣誉
2016年4月22日，国际天文学联合会将236683号小行星命名为“胡景耀星”。